# LOVE 〜Singles Best 2005-2010〜
『LOVE 〜Singles Best 2005-2010〜』（ラブ シングルズ・ベスト・トゥーサウザンドファイブ・トゥーサウザンドテン）は、日本の歌手・伊藤由奈の1枚目のベスト・アルバム。2010年12月8日発売。発売元はソニー・ミュージックレコーズ。

## 解説
- デビュー5周年を記念して発売された初のベスト・アルバム。
- デビュー・シングル「ENDLESS STORY」から15枚目の「守ってあげたい」までの全シングルを発売の新しい順に収録。そのため、両A面シングルは2曲目から降順に収録されている。
- 2種類の初回生産限定盤と通常盤の全3形態で発売。3形態ともにジャケットが異なる。
- 初回生産限定盤/A-typeはシングルのビデオ・クリップに加え、ボーナス・トラックとして5年間のメイキング映像をまとめた「LOVE Extra Edition」が収録されたDVD付き、豪華ブックレット封入。本作のCDと同様、発売の新しい順に収録。なお、「I Don't Want To Miss A Thing」のビデオ・クリップは収録されていない。
- 初回生産限定盤/B-typeは洋楽カバーCD付き、豪華ブックレット封入。デジタル・シングルとして配信された「I Don't Want To Miss A Thing」、「She」、「Hard To Say I'm Sorry」は今回初CD化。また、新録曲「Hero」（マライア・キャリーのカバー）を収録。「Hero」以外の全曲が発売の新しい順に収録されている。
- 本作の発売を記念して、「ENDLESS STORY」、「Precious」、「守ってあげたい」のサビを繋いだ「ENDLESS STORY〜守ってあげたい〜Precious (スペシャルメドレーver.)」の着うたが12月5日より配信。

## 収録曲

### CD（3形態共通）
1. 守ってあげたい
（作詞：H.U.B. / 作曲・編曲：村山晋一郎）
15thシングル。アルバム初収録。
2. Let it Go
（作詞：中嶋ユキノ / 作曲・編曲：多保孝一 / ストリングスアレンジ：弦一徹）
14thシングル。アルバム初収録。
3. 今でも 会いたいよ… / 伊藤由奈 feat. Spontania
（作詞：伊藤由奈, Spontania, Jeff Miyahara / 作曲：伊藤由奈, Spontania, Jeff Miyahara, RYLL & couco / 編曲：Jeff Miyahara, RYLL）
デジタル・シングル。Spontania（現・スポンテニア）とのコラボレーション。
4. trust you
（作詞・作曲：MARKIE / 編曲：Jin Nakamura）
13thシングル。
5. 恋はgroovy×2
（作詞：Kenn Kato / 作曲：南俊介 / 編曲：南俊介, DJ-PASSION & KANE）
12thシングル。
6. miss you
（作詞・作曲：白鳥マイカ / 編曲：安原兵衛）
11thシングル。
7. あなたがいる限り 〜A WORLD TO BELIEVE IN〜 / 伊藤由奈×セリーヌ・ディオン
（日本語詞：小林夏海 / 作詞・作曲：Tino Izzo, Rosanna Ciciola / 編曲：CHOKKAKU）
10thシングル。セリーヌ・ディオンとのコラボレーション。
8. Urban Mermaid
（作詞：ヒワタリスツカ / 作曲：田中隼人 / 編曲：浅田将明）
9thシングル。押尾コータローがアコースティック・ギターで参加している。
9. Mahaloha / 伊藤由奈 with Micro of Def Tech
（作詞：伊藤由奈、Micro / 作曲：下山亮平、Micro、伊藤由奈 / 編曲：Micro）
8thシングル。Micro（Def Tech）とのコラボレーション。
10. I'm Here
（作詞：野口圭 / 作曲・編曲：原一博 / ストリングスアレンジ：弦一徹）
7thシングル。
11. Truth / REIRA starring YUNA ITO
（作詞：田久保真見、山本成美 / 作曲：後藤康二 / 編曲：HΛL / ストリングスアレンジ：Noriko Nakagawa）
REIRA starring YUNA ITO名義での6thシングル。
12. losin'
（作詞：H.U.B. / 作曲：SiZK, ViVi / 編曲：SiZK）
5thシングル。
13. stuck on you
（作詞：H.U.B / 作曲：田中隼人 / 編曲：Maestro-T）
4thシングル。アルバム初収録。
14. Precious
（作詞：野口圭 / 作曲：田中隼人 / 編曲：Maestro-T / ストリングスアレンジ：弦一徹）
3rdシングル。
15. Pureyes
（作詞：Kenn Kato / 作曲：山口寛雄 / 編曲：山口寛雄、中野定博）
2ndシングル「Faith／Pureyes」の2曲目。アルバム初収録。
16. Faith
（作詞：Kenn Kato / 作曲：BOUNCEBACK / 編曲：今井了介）
2ndシングル「Faith／Pureyes」の1曲目。
17. ENDLESS STORY / REIRA starring YUNA ITO
（日本語詞：ats- / 作詞・作曲：Dawn Ann Thomas / 編曲：HΛL）
REIRA starring YUNA ITO名義でのデビュー・シングル。

### DVD（初回生産限定盤/A-typeのみ）
1. 守ってあげたい
2. Let it Go
3. 今でも 会いたいよ…
4. trust you
5. 恋はgroovy×2
6. miss you
7. あなたがいる限り 〜A WORLD TO BELIEVE IN〜
8. Urban Mermaid
9. Mahaloha
10. I'm Here
11. Truth
12. losin'
13. stuck on you
14. Precious (Special Version)
15. Faith
16. ENDLESS STORY
  - 映画『NANA -ナナ-』のTRAPNESTのライブ映像が2007年に行われた初の全国ツアーYuna Ito 1st Live Tour 2007 “HEART”の映像に差し替えて収録されている。

<bonus track>
1. LOVE Extra Edition
  - メイキング映像。

### 洋楽カバーCD（初回生産限定盤/B-typeのみ）
1. Hard To Say I'm Sorry
（作詞・作曲：Peter Cetera & David Foster / 編曲：Maestro-T）
洋楽カバー第3弾デジタル・シングル。シカゴの同名曲のカバー。
2. She
（作詞：Herbert Kretzmer / 作曲：Charles Aznavour / 編曲：Maestro-T）
洋楽カバー第2弾デジタル・シングル。エルヴィス・コステロの同名曲のカバー。
3. I Don't Want To Miss A Thing
（作詞・作曲：Diane Warren / 編曲：Maestro-T）
洋楽カバー第1弾デジタル・シングル。エアロスミスの同名曲のカバー。
4. MY HEART WILL GO ON
（作詞・作曲：James Horner, Will Jennings / 編曲：Maestro-T / ストリングスアレンジ：弦一徹）
2ndアルバム『WISH』およびトリビュート・アルバム『TRIBUTE TO CELINE DION』収録曲。セリーヌ・ディオンの同名曲のカバー。
5. These boots are made for walkin'
（作詞・作曲：Lee Hazlewood, Naomi Ford / 編曲：中塚武）
4thシングルのカップリング曲。ナンシー・シナトラの同名同曲のカバー。
6. Hero
（作詞・作曲：Walter N.Afanasieff & Mariah Carey / 編曲：前田和彦）
新録曲。マライア・キャリーの同名曲のカバー。2009年からライブで披露され、自身がパーソナリティーを務めるJFN系ラジオ番組「伊藤由奈のHEART to HEART」で洋楽をカバーするコーナー“Studio Live”の第5弾として放送されていた。また、Woman.exciteとのコラボ企画“〜Ito Yuna Respects〜”のファン投票第2弾で伊藤にカバーしてほしい洋楽第2位に選ばれた[1]。

## タイアップ
- 日本テレビ系ドラマ「黄金の豚-会計検査庁 特別調査課-」主題歌（M-1）
- ギャガ配給映画「天使の恋」主題歌（M-2）
- エムティーアイ「music.jp」CMソング（M-3）
- 毎日放送・TBS系アニメ「機動戦士ガンダム00 -2nd Season-」エンディングテーマ（M-4）
- GAP×MTV CMソング（M-5）
- 毎日放送「ベリータ」12月度エンディングテーマ（M-5）
- 赤坂サカス「Winter Sacas」テーマソング（M-5）
- 伊藤園「ビタミンフルーツ」2008年度CMソング（M-6）
- ケータイ小説「天使の恋」インスパイアソング（M-6）
- au by KDDI「LISMO」CMソング（M-7）
- ユニリーバ・ジャパン「LUX Super Rich Shine」CMソング（M-8）
- レーベルモバイル「レコード会社直営♪サウンド」CMソング（M-9）
- 東宝配給映画「アンフェア the movie」主題歌（M-10）
- 東宝配給映画「NANA 2」劇中歌（M-11）
- AXNドラマ「LOST season 2」インスパイアソング（M-12）
- dwango「イロメロミックスDX」CMソング（M-12）
- 東宝配給映画「LIMIT OF LOVE 海猿」主題歌（M-14）
- オフテクス「バイオクレンゼロ」CMソング（M-15）
- 関西テレビ・フジテレビ系ドラマ「アンフェア」主題歌（M-16）
- 関西テレビ・フジテレビ系ドラマ「アンフェア the special コード・ブレーキング〜暗号解読」主題歌（M-16）
- 東宝配給映画「NANA -ナナ-」劇中歌（M-17）
- ダイハツ工業「COO」CMソング（洋楽カバーCD M-5）